# 1566年のバーゼル上空の天文現象

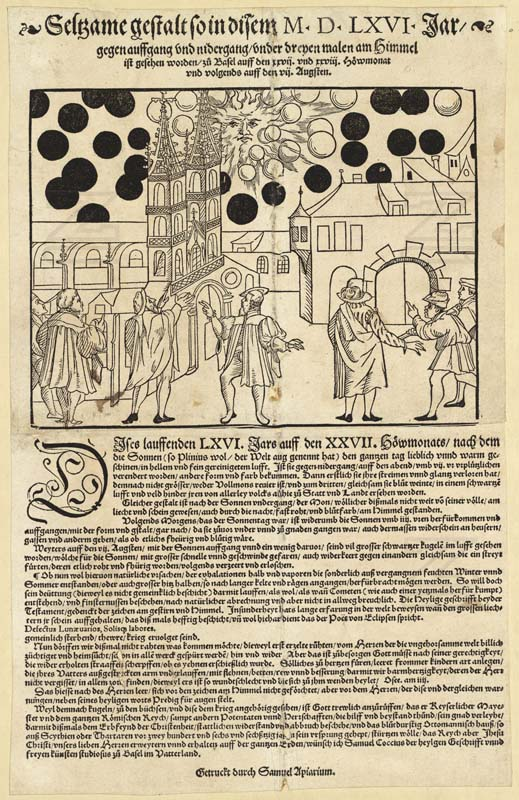
1566年のバーゼルのパンフレット(Flugblatt)ザムエル・アピアリウス(Samuel Apiarius、発行)とザムエル・コッチウス(Samuel Coccius、文)による

1566年のバーゼル上空の天文現象（1566ねんのバーゼルじょうくうのてんもんげんしょう）では、1566年7月下旬から8月上旬にかけてスイスのバーゼル上空で大勢の住民によって目撃された一連の天文現象について解説する。

## 現象
この現象は「1566年のバーゼルのパンフレット」として知られる無彩色の印刷物に、ザムエル・コッチウスが書いた説明文が挿絵付きで掲載された。彼によると、1566年の7月27日、28日、8月7日に事象が発生し、地元住民の多くが3つの天文現象を見たと訴えた。7月27日は異常な日の出、28日は赤い太陽の日の出とともに起きた皆既月食、8月7日は日の出前の空に赤や黒の球体が無数に現れて「争い合った」ことが記述されている。

## パンフレットの記述
パンフレットの記述は、現代語訳すると以下のような内容である。
1566年の7月27日と28日、それから8月7日に、日の出と日の入りのときに、3回にわたって、奇妙な形がバーゼルの空に見えた。
1566年、7月27日、明るく澄んだ空に温かく優しい太陽の日が差した後だった。それが突然、午後9時ころの日の入りにかけて、太陽の姿形と色が変わった。まず、輝きと明るさが完全になくなり、満月ほどの大きさになって、血の涙を流したかのように見え、背後の空が真っ暗になった。町と郊外のあらゆる人々が、これを見た。とても似た風に、月もまた、ほとんど満月となって夜どおし輝いていたのが、空でほとんど赤の血の色になった。翌朝、日曜日に、太陽は6時ころに昇り、沈んだときと同じ見かけであった。太陽の日差しが家や通り、周囲に降り注ぎ、あたかもすべてのものが燃えるように赤い、血の色に染まった。さらに、8月7日の日の出の少し前に、多数の大きく黒い球体が空に現れて太陽の前を飛び回り、高速で互いにぶつかり合い、あたかも争っているようだった。一部は燃えるように赤くなり、すぐに崩れて、それから姿を消した。

## 反応
これらの現象については、歴史家や気象学者のみならず、境界科学や未科学といった分野でも議論が交わされている。なかでもUFO研究者らはこのパンフレットに強い興味を示し、これを未確認飛行物体間の空中戦だと解釈している。歴史家は、コッチウスが書いた文章は、宗教的な解釈と訓戒を交えた伝聞であると考えている。バーゼルのパンフレットと同様の印刷物は、他にも存在した。15世紀から16世紀にかけて、多くのパンフレットに「奇跡」や「上空の特殊な光景」が記されている。